# تشارلي ويبر (لاعب كرة قاعدة)
تشارلي ويبر (بالإنجليزية: Charlie Weber)‏ هو لاعب كرة قاعدة أمريكي، ولد في 22 أكتوبر 1868 في سينسيناتي في الولايات المتحدة، وتوفي في 13 يونيو 1914 في بومونت في الولايات المتحدة.

## وصلات خارجية
- تشارلي ويبر على موقعبيزبول رفرنس.كوم (الدوري الرئيسي) (الإنجليزية)
- تشارلي ويبر على موقعبيزبول رفرنس.كوم (الدوري الثانوي) (الإنجليزية)